# Acryologie
Een acryologie is een stijlfiguur waarbij woorden of kleine woordgroepen (collocaties) min of meer bewust in een verkeerde vorm worden gebruikt. De klank van het woord lijkt nog sterk op datgene wat echt bedoeld wordt. Bijvoorbeeld:
- Ik zou dat indirect niet weten.
- Welgefeliciflapstaart (in plaats van "Wel gefeliciteerd")
- Een worst-kaasscenario (in plaats van "worst case")
- Pot vol blommen! (in plaats van het rechtstreekse Godverdomme!)

## Verwante begrippen
Een acryologie is een bewuste vorm van verbastering. In de laatste twee bovengenoemde voorbeelden heeft deze stijlfiguur bovendien de functie om de negatieve gevoelens te sparen die gepaard gaan met datgene wat wordt bedoeld (de referent). Dit gebruik is nauw verwant aan dat van een andere stijlfiguur, het eufemisme.
Het per ongeluk door elkaar halen van twee woorden of woordgroepen heet een contaminatie.
Indien twee bestaande woorden zodanig worden vermengd dat er een echt nieuw woord (neologisme) ontstaat, spreekt men van een porte-manteau.